# 2022-es labdarúgó-világbajnokság-selejtező (CONCACAF – 2. forduló)
A 2022-es labdarúgó-világbajnokság észak- és közép-amerikai selejtezőjének 2. fordulóját 2021. június 12-én és 15-én játszották.

## Formátum
Az első forduló hat csoportgyőztese három párosításban oda-visszavágós rendszerben mérkőzött meg. A három győztes a harmadik fordulóba jutott.

## Továbbjutók
| Csoport (1. forduló) | Győztes              |
| -------------------- | -------------------- |
| A                    | Salvador             |
| B                    | Kanada               |
| C                    | Curaçao              |
| D                    | Panama               |
| E                    | Haiti                |
| F                    | Saint Kitts és Nevis |

A második forduló előre meghatározott párosításai:
- A csoport győztese – F csoport győztese
- B csoport győztese – E csoport győztese
- C csoport győztese – D csoport győztese

## Párosítások
A mérkőzéseket 2021. június 12-én és 15-én játszották.
| 1. csapat            | Össz.Tooltip Aggregate score | 2. csapat | 1. mérk. | 2. mérk. |
| -------------------- | ---------------------------- | --------- | -------- | -------- |
| Saint Kitts és Nevis | 0–6                          | Salvador  | 0–4      | 0–2      |
| Haiti                | 0–4                          | Kanada    | 0–1      | 0–3      |
| Panama               | 2–1                          | Curaçao   | 2–1      | 0–0      |

## Mérkőzések
| 2021. június 12. 16:00 (UTC−4) |

| Saint Kitts és Nevis | 0–4               | Salvador                                      |
| -------------------- | ----------------- | --------------------------------------------- |
|                      | (0–3) Jegyzőkönyv | Rugamas 3' 27' Pérez 20' Cerén 64' (11-esből) |

| Warner Park, Basseterre Nézőszám: 0 Játékvezető: Kevin Morrison (jamaicai) |

| 2021. június 15. 19:30 (UTC−6) |

| Salvador            | 2–0               | Saint Kitts és Nevis |
| ------------------- | ----------------- | -------------------- |
| Pérez 24' Mayen 87' | (1–0) Jegyzőkönyv |                      |

| Estadio Cuscatlán, San Salvador Nézőszám: 0 Játékvezető: Keylor Herrera (Costa Rica-i) |

| 2021. június 12. 17:00 (UTC−4) |

| Haiti | 0–1               | Kanada    |
| ----- | ----------------- | --------- |
|       | (0–1) Jegyzőkönyv | Larin 14' |

| Stade Sylvio Cator, Port-au-Prince Nézőszám: 0 Játékvezető: John Pitti (panamai) |

| 2021. június 15. 20:05 (UTC−5) |

| Kanada                                     | 3–0               | Haiti |
| ------------------------------------------ | ----------------- | ----- |
| Duverger 46' (öngól) Larin 74' Hoilett 89' | (0–0) Jegyzőkönyv |       |

| SeatGeek Stadium, Bridgeview (Egyesült Államok) Nézőszám: 0 Játékvezető: Rubiel Vazquez (amerikai) |

| 2021. június 12. 18:15 (UTC−5) |

| Panama                    | 2–1               | Curaçao   |
| ------------------------- | ----------------- | --------- |
| Quintero 55' Waterman 77' | (0–0) Jegyzőkönyv | Janga 87' |

| Estadio Nacional Rod Carew, Panamaváros Nézőszám: 7000 Játékvezető: Jaime Herrera Bonilla (salvadori) |

| 2021. június 15. 19:00 (UTC−4) |

| Curaçao | 0–0         | Panama |
| ------- | ----------- | ------ |
|         | Jegyzőkönyv |        |

| Ergilio Hato Stadium, Willemstad Nézőszám: 2760 Játékvezető: Marco Ortíz (mexikói) |